# 2282 Andrés Bello
2282 Andrés Bello è un asteroide della fascia principale. Scoperto nel 1974, presenta un'orbita caratterizzata da un semiasse maggiore pari a 2,2034855 UA e da un'eccentricità di 0,0791747, inclinata di 4,98243° rispetto all'eclittica.
L'asteroide è dedicato alla memoria del poeta, educatore e giurista venezuelano Andrés Bello.